# Маргалла (холмы)
Холмы Маргалла, также известные как Горный хребет Маргалла или просто Маргалла, — невысокий горный хребет, являющийся частью Малых Гималаев и расположенный к северу от Исламабада (столицы Пакистана). Площадь хребта Маргалла составляет 12 605 гектаров. Холмы являются частью холмов Murree. Хребет включает в себя множество как долин, так и высоких вершин.
Хребет Маргалла в своей западной части возвышается до 685 метров, а в восточной части поднимается до высоты в 1 604 метра, имея в среднем около 1000 метров. Высочайшая вершина — Тилла Чароуни. Зимой хребет частично покрывается снегом.

## Этимология
Существует 2 легенды о происхождении названия 'Маргалла'. Согласно первой из них, эти холмы всегда были известны обилием здесь змей, соответственно Мар переводится как 'змея' с персидского языка и пушту, а галла означает 'стая', следовательно Маргалла может означать место, где много змей.
Согласно второй версии слово 'Маргалла' произошла от Мар Галла, что переводилось как 'задушить' (Мар — 'удар' и Галла — 'шея'). Считается, что на холмах обитало множество бандитов и грабителей, которые использовали эти холмы в качестве убежища и убивали путников с целью ограбления.
Кроме того, существует предположение, что название произошло от Mārĩkalā, персидского эквивалента слова Takshaśilã (Таксила).

## События
- 28 июля 2010 года Airbus A320 разбился на холмах Маргалла.[2]

- 6 января 2012 года выпал сильнейший снегопад за долгое время, покрыв почти всю территорию холмов Маргалла.[3]

## Популярные места
- Даман-е-Кох
- Пир-Сохава
- Гокина
- Горы счастья
- Лох-и-Данди
- Обелиск Николсона[4]
- Шах-Аллах-Дитта
- Исламабадский зоопарк
- Японский парк
- Саидпур
- Нилан-Бхоту